# Sytuacja prawna i społeczna osób LGBT w Wenezueli

## Prawo wobec kontaktów homoseksualnych
Kontakty homoseksualne w Wenezueli są legalne. Wiek osób legalnie dopuszczających się kontaktów homo- i heteroseksualnych jest zrównany i wynosi 16 lat. 

## Ochrona prawna przed dyskryminacją
Od 1999 roku w kraju dyskryminacja ze względu na orientację seksualną jest zakazana w miejscu pracy.
W 2002 roku prezydent kraju, Hugo Chávez, powiedział, że niezawarcie zakazu dyskryminacji na podstawie orientacji seksualnej w konstytucji Wenezueli z 1999 roku było wielkim błędem. Zapis ten usunięto z projektu ustawy zasadniczej ze względu na silny opór miejscowych hierarchów Kościoła katolickiego.
Geje są wykluczeni ze służby wojskowej z powodu swojej orientacji seksualnej (od 1998 roku).

## Uznanie związków tej samej płci
W Wenezueli związki par jednopłciowych nie są prawnie uznawane. Obecnie trwa kampania organizacji LGBT mająca na celu uregulowanie tej kwestii.
W 2005 roku wiceprezydent kraju zapowiedział, że w przyszłości zostanie przeprowadzone referendum rozstrzygające m.in. wprowadzenie małżeństw homoseksualnych w Wenezueli.

## Życie osóbLGBTw kraju
Według badaia opinii społecznej, wykonanego w 2007 roku w ramach Pew Global Attitudes Project, 47% Wenezuelczyków uważa, że homoseksualizm powinien być akceptowany przez społeczeństwo, przeciwnego zdania jest 50% obywateli kraju.
Według Amnesty International w 2002 roku transseksualna aktywistka została prawdopodobnie zamordowana przez wenezuelską policję, a dwoje innych transpłciowych aktywistów było przez trzy dni przetrzymywanych w więzieniu. Wszyscy oni nie chcieli ujawnić miejsca pobytu innej aktywistki ukrywającej się w obawie o swoje życie, która złożyła skargę do Między-Amerykańskiej Komisji Praw Człowieka zarzucając policji morderstwo. Amnesty International nazywa to działanie "pozasądową egzekucją", sprzeczną zresztą z wenezuelskim prawem. Gubernator stanu Carabobo, w którym rozgrywały się wydarzenia, odmówił zajęcia się tym problemem, a według stanowego komendanta policji "homoseksualiści i prostytutki muszą się podporządkować policyjnym przepisom i nie mogą się swobodnie poruszać po ulicach". Amnesty International twierdzi, że "społeczność lesbijek, gejów, osób biseksualnych i transseksualnych w Wenezueli narażona jest na ciągłe ryzyko nękania, okrutnego traktowania i arbitralnych zatrzymań przez policję".
Pierwsza manifestacja mniejszości seksualnych odbyła się w kraju w 2000 roku i zgromadziła około 100 osób. Demonstracja w 2005 roku zgromadziła niemal 20 000 uczestników.
Pierwszy magazyn gejowski ukazał się w Wenezueli w 1980 roku.
Pierwsza organizacja LGBT, Movimiento Ambiente Venezuela, powstała w kraju w 1980 roku.
W kraju znajduje się mała scena gejowska, skoncentrowana w Caracas i dysponująca około 10 lokalami gejowskimi.